# El Vilar
El Vilar – wieś w Andorze, w parafii Canillo. Wieś w 2014 roku liczyła 9 mieszkańców.